# 卡拉馬爾 (玻利瓦省)
卡拉馬爾是哥倫比亞的城鎮，位於該國北部，由玻利瓦省負責管轄，距離首府卡塔赫納63公里，始建於1848年1月1日，面積246平方公里，海拔高度9米，2005年人口20,771。

## 外部連結
- （西班牙文） Calamar official website （页面存档备份，存于）

10°15′N 75°00′W / 10.250°N 75.000°W